# Cotoname Indijanci
Cotoname (Catanamepaque, Cotomane, Cotonan), pleme porodice Comecrudan, ogranak Carrizos, koje je obitavalo u hispansko vrijeme na obje obale Rio Grande nedaleko Camarga, i blizu budućeg Rio Grande Cityja. Prema Tonkawa Indijancima ovo pleme nije bilo kanibalsko, a na nogama su nosili sandale, a ne mokasine. 
Godine 1886. očuvalo ih se nešto na La Noria Ranchu na jugu okruga Hidalgo (Teksas) i u Las Prietasu u sjevernom Tamaulipasu. Prema etnologu A. S. Gatschetu pripadaju porodici Coahuiltecan. Swanton na svojoj listi Coahuiltecan plemena navodi oba imena. 

## Vanjske poveznice
- Cotonam Indian Tribe History